# Irradiação de alimentos

Logomarca usada em alimentos irradiados

Irradiação de alimentos é o processo de exposição de alimentos à radiação ionizante para destruir microorganismos, bactérias, vírus ou insetos que possam estar presentes nos alimentos. Comida irradiada não se torna radioativa, mas em alguns casos pode haver sutis mudanças químicas. 
A irradiação de alimentos age danificando o DNA dos organismos-alvo além da capacidade de repará-lo. Assim, os microrganismos ficam incapazes de continuar as atividades patogênicas. Insetos não sobrevivem ou se tornam incapazes de reprodução. Plantas não conseguem continuar os processos de amadurecimento natural.
A densidade de energia por transição atômica da radiação ionizante é muito alta, pode quebrar moléculas e induzir ionização, que não é alcançada por mero aquecimento. Essa é a razão dos novos efeitos e preocupações. O tratamento de comida sólida pela radiação ionizante pode prover um efeito similar ao da pasteurização por calor de líquidos, como leite. O uso do termo "pasteurização fria" para descrever a irradiação de alimentos é controverso, pois pasteurização e irradiação são processos fundamentalmente diferentes.
Atualmente, a irradiação de alimentos é permitida em mais de 50 países, e estima-se que o volume de comida tratada em todo o mundo excede 500,000 toneladas anualmente. Entretanto, a extensão dos processos de limpeza tem variado significativamente, de meros temperos na Europa até qualquer alimento, no Brasil.

## Processamento de alimentos pela radiação ionizante
Dependendo da dose, a irradiação do alimento mata algumas ou todas as bactérias e outros patógenos presentes. Isso prolonga a validade do alimento em casos em que resíduos microbiológicos são um fator limitante. Alguns alimentos, por exemplo ervas e temperos, são irradiados em doses suficientes (5 kilogray_(unidade)s ou mais) para reduzir a contagem microbial em várias ordens de magnitude; tais ingredientes não carregam resíduos de microrganismos ou patógenos para o produto final. Também já foi demonstrado que a irradiação pode atrasar o amadurecimento de frutas ou a brotação de vegetais.

## Tecnologias

### Irradiação por elétrons
A irradiação por elétrons usa elétrons acelerados à uma velocidade próxima da velocidade da luz em um campo elétrico. Elétrons são radiação particulada e, portanto, têm secção transversal muitas vezes mais larga que fótons, de forma que não penetram no produto além de alguns centímetros, dependendo da densidade do produto.

### Irradiação gama
Radiação gama é radiação de fótons no intervalo gama do espectro eletromagnético. A radiação é obtida pelo uso de radioisótopos, geralmente cobalto-60 ou, em teoria, césio-137. Cobalto-60 é criado a partir do cobalto-59 usando irradiação de nêutrons em reatores especificamente elaborados. Césio-137 é recuperado durante o processamento de combustível nuclear gasto. 
Irradiação de alimentos utilizando cobalto-60 é o método preferido pela maioria dos processadores porque a penetração mais profunda permite administrar tratamento a lotes inteiros, reduzindo a necessidade de manejamento de materiais. Um lote é tipicamente exposto durante vários minutos ou horas dependendo da dose. O material radioativo precisa ser monitorado e cuidadosamente armazenado para proteger os trabalhadores e o ambiente dos raios gama. Durante a operação, isso é feito por vários escudos de concreto. Na maioria dos projetos o radioisótopo pode ser baixado dentro de uma piscina de armazenamento cheia de água para permitir a entrada das equipes de manutenção. Nesse esquema, a água na piscina absorve a radiação.

### Irradiação por raios-x
Similar à radiação gama, os raio-x são radiação de fótons de espectro energético mais largo, uma alternativa aos sistemas de irradiação baseados em isótopos. Raios-x são produzidos ao colidir elétrons acelerados com materiais densos como tântalo ou tungstênio. Irradiadores de raio-x são escaláveis e têm maior penetração comparados aos de cobalto-60.